# 淵上郁太郎
淵上 郁太郎（ふちがみ いくたろう、天保8年10月20日（1837年11月17日） - 慶応3年2月18日（1867年3月23日））は江戸時代末期（幕末）、筑後国の尊王攘夷派志士、医師。

## 系譜
筑後国下妻郡水田村（現・福岡県筑後市）の豪農・淵上祐次祐吉の次男。諱は祐広、通称は初め丹次、後に郁太郎。変名に井村簡二、林田勘七郎、高瀬屋長兵衛。弟に淵上謙三がいる。長兄は医師祐之（享年25歳、京都遊学中に病死）、妹に喜佐（享年18歳、病死）。母はとも子（城崎太作二女）。妻政子（豪農・下川瀬兵衛・森下比呂子の長女、真木和泉が蟄居していた山梔窩の門下生であった下川根三郎（三条実美守衛、久留米藩軍務局応変隊）の姉、大正4年（1915年）死亡、享年78歳）とは真木和泉と平野国臣の媒介で文久2年（1862年）1月28日婚姻。政子は久留米藩主有馬家の長女（後の小松宮妃）の侍女であった。
郁太郎一人娘の巻代は文久3年（1863年）6月生まれ、医師荒巻注連男と婚姻、注連男は淵上家の養子となり淵上家11代を継ぐ。後に注連男と巻代に一人娘の久代が明治14年（1881年）に誕生、注連男は福岡県一圓富豪家一覧表に掲載されるなど高額納税者であったが明治39年（1906年）病死、享年49歳。郁太郎孫の久代は森辰男と婚姻、辰男は淵上家の養子となり2男2女をもうけたが、辰男は注連男が逝去した明治39年（1906年）淵上家12代を継ぐものの、翌年の明治40年（1907年）病死、享年29歳。郁太郎孫久代の4人の子供のうち、郁太郎曾孫となる長男士龍が明治40年（1907年）、10歳で淵上家13代を嗣ぐ。
教員（明治35年より水田小学校訓導）であった久代が4人の子供を育てるも大正4年（1915年）8月、チフスの生徒を看病中に自身も感染し18日後に死亡、享年34歳。この年は郁太郎妻政子も死亡。両親を失った4人の子供は祖母であり郁太郎の一人娘である巻代が育てた。巻代は昭和21年（1946年）死亡、享年84歳。
郁太郎曾孫で13代士龍は曽祖父郁太郎が明善堂（現福岡県立明善高等学校）教員、母久代も教員であったことから、大正13年（1924年）より水田小学校訓導となる。その後、昭和6年（1931年）の朝鮮総督府職員録（조선총독부및소속관서직원록 1931년도）によると京城府三坂小学校訓導としても勤務している。
士龍は郁太郎の位牌、遺品の書簡（巻物計10巻）を当時の勤務地京城府に持参したが文部省維新史料編纂会に貸出したとの記録があるものの現在の所在は不明。

## 生涯
安政元年（1854年）、熊本の医師・鳩野宗巴のもとで外科医術を学び、天草で医者として開業する。安政3年（1856年）、弟・謙三と共に江戸に赴き、大橋訥庵に学び、各藩の志士と交流した。万延元年（1860年）5月に帰郷した後、文久元年（1861年）久留米藩の藩校・明善堂の教官を命じられる。文久2年（1862年）2月4日、真木和泉が蟄居していた山梔窩の門下生でもあり、郁太郎の姉そでが嫁いだ羽犬塚駅人馬次吉武助左衛門宅に薩摩藩大久保一蔵（大久保利通）が宿泊したことから、真木和泉、平野国臣と4人で討幕の協力を得るため会談したものの、この頃の大久保は公武合体に留まる考えの島津久光側に付いていたため協力は得られなかった。2月16日に脱藩し、長門国へ向かうが、秋吉で藩吏に捕縛され、久留米にて幽閉処分を受けた。
文久3年（1863年）2月に赦免された後、真木和泉の命により、真木の弟・外記と共に京に赴く。八月十八日の政変後には七卿落ちに従って一旦京を出るが、その後再び上京している。元治元年（1864年）6月5日、池田屋事件に遭遇するが逃れ、長州藩のもとに潜んだ。禁門の変で長州藩が敗れると、対馬藩の平田大江を頼って逃れる。「林田勘七郎」を名乗り、早川勇や赤禰武人と共に薩長和解と長州征討軍の解兵を試み、更に「高瀬屋長兵衛」を名乗って大坂で商人に扮するが、慶応元年（1865年）4月に幕吏に捕縛され、投獄された。
同年11月に赤禰と共に釈放され、久留米に帰る。その釈放が突然であったことから、幕府の密偵になったと疑われ、筑後国三池郡喜納村に潜む。慶応2年（1866年）11月10日には太宰府において、弟謙三が「満腔赤心不二自疑一、一死長為二忠義鬼一」との詩を遺し自刃している。慶応3年（1867年）2月18日、柳河藩領の下妻郡広瀬村の林中に誘い出されて殺害され、首を大宰府に送られた。目撃した者によれば、暗殺者は十数人いたが淵上は夜を徹して激しく抵抗したという。淵上の暗殺者について、当時九州を周遊中だった伊東甲子太郎・新井忠雄とする説があるが、市居浩一は、伊東が事件当時日田に滞在していたことを指摘した。他に廣田八幡宮の神職広田彦麿らによるとする説もあり、確定し難い。

## 顕彰

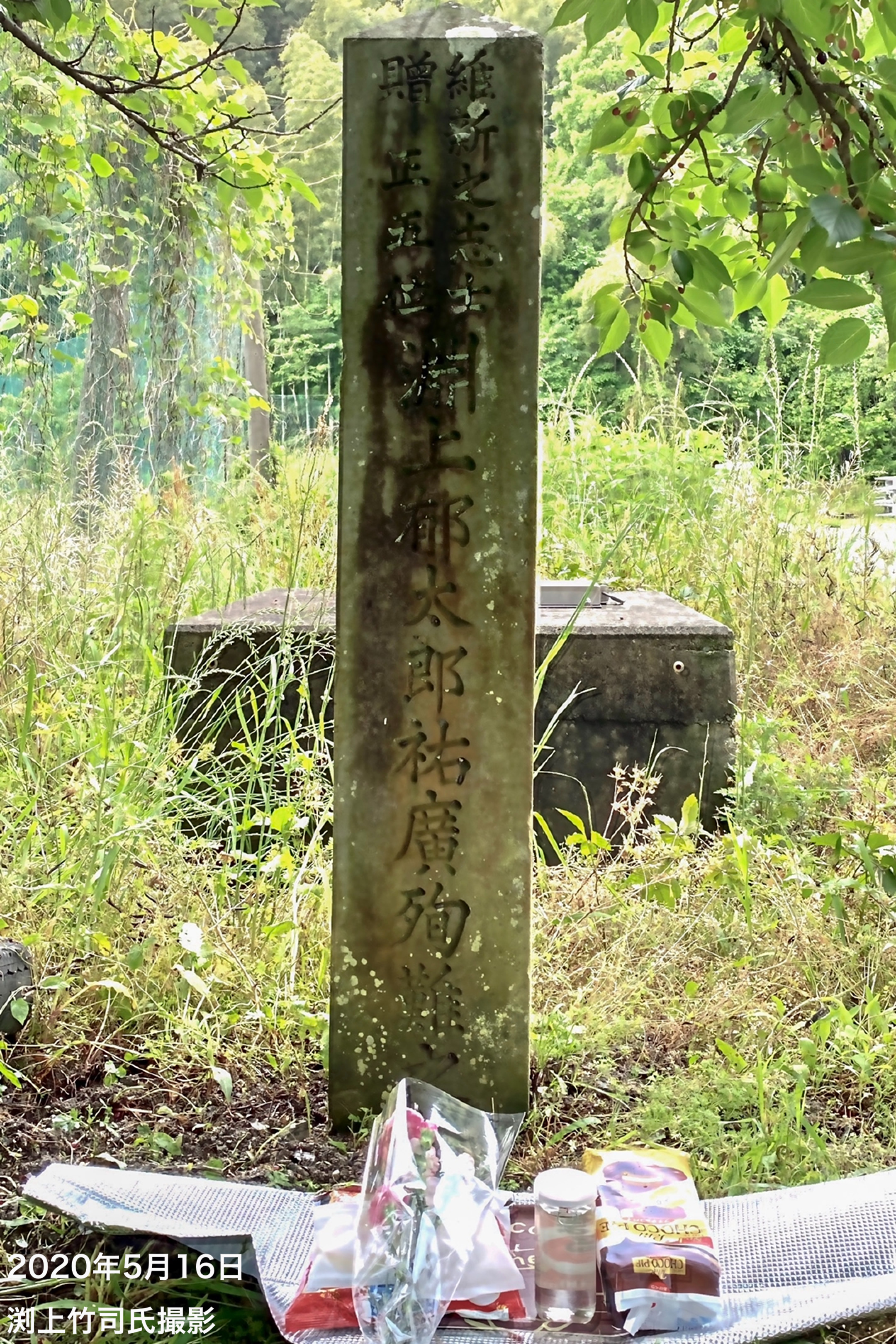
淵上郁太郎祐廣殉難の碑

明治44年（1911年）11月15日、正五位を追贈された。
暗殺された場所には、昭和17年（1942年）に水田の郷土史家坂本友蔵が遺族らと図って顕彰碑を立てた。淵上郁太郎祐廣殉難の碑は福岡県みやま市山中に現存する。碑の場所は2020年5月16日現在、北緯33度10分56秒、東経130度32分33秒である

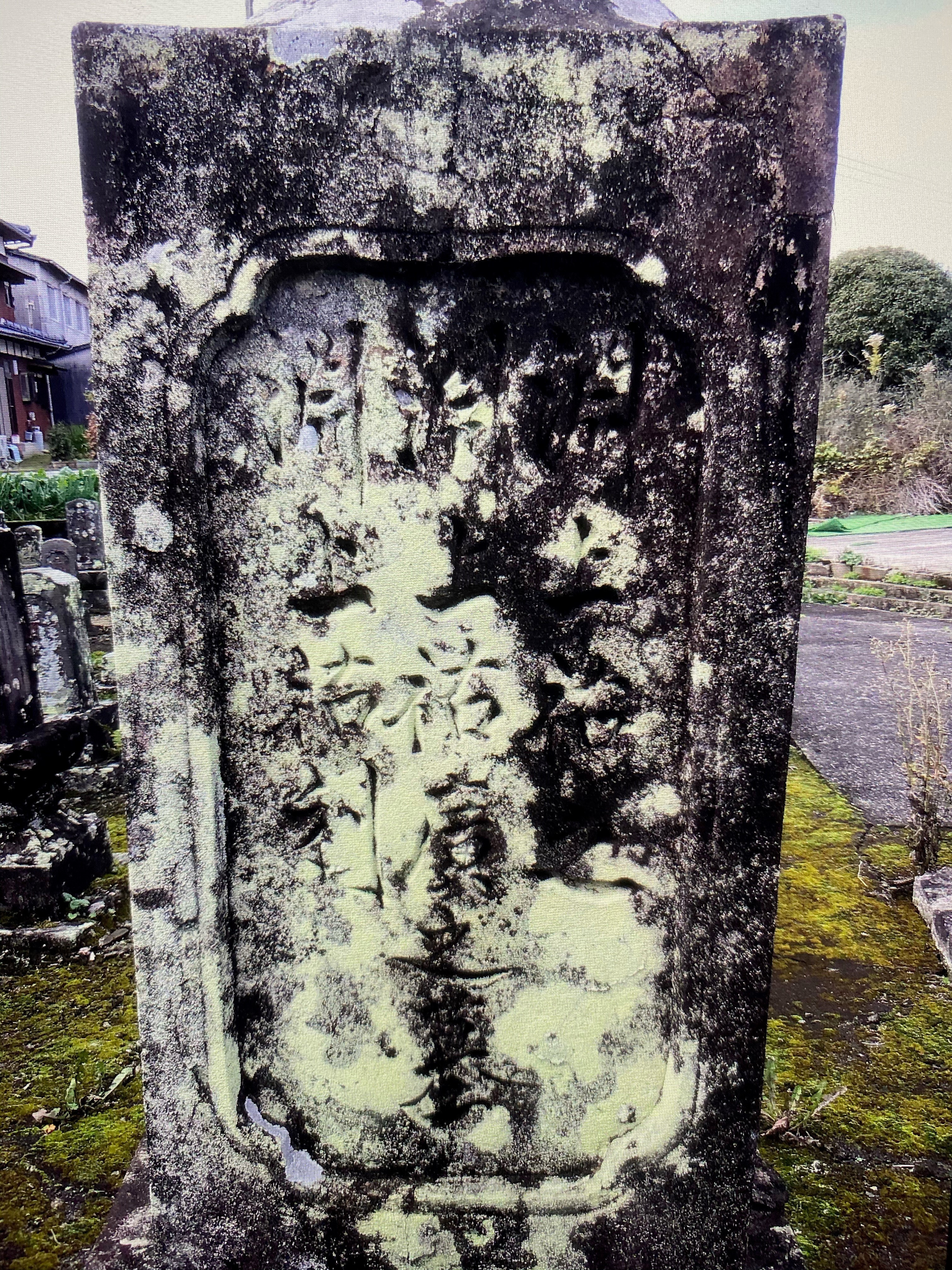
淵上郁太郎祐廣、淵上謙三祐利の墓石。長兄祐之名もあり。福岡県筑後市水田来迎寺前淵上家墓所に現存。

郁太郎祐廣の墓は淵上一族の墓と同じ敷地内の福岡県筑後市水田に現存する。

## 関連作品
- 『くちなしの志士　淵上郁太郎の幕末』（松崎紀之助、文芸社、2021年3月）
- 『海音寺潮五郎短編総集（一）大老堀田正俊他　淵上兄弟』（海音寺潮五郎、講談社文庫、1978年4月）
- 『筑紫おとめ』（海音寺潮五郎、六興出版、1984年12月）淵上郁太郎・妻政子の生涯